# Dicaeum agile
El picaflores picogrueso (Dicaeum agile) es una especie de ave paseriforme de la familia Dicaeidae propia del sur de Asia. Este picaflor de porte pequeño, se alimenta principalmente de frutos. Habita en la zona superior de la foresta. Es un ave sedentaria con una amplia distribución en la zona tropical de Asia, desde el sur de India hasta Indonesia y Timor con varias poblaciones reconocidas como subespecies.

## Descripción

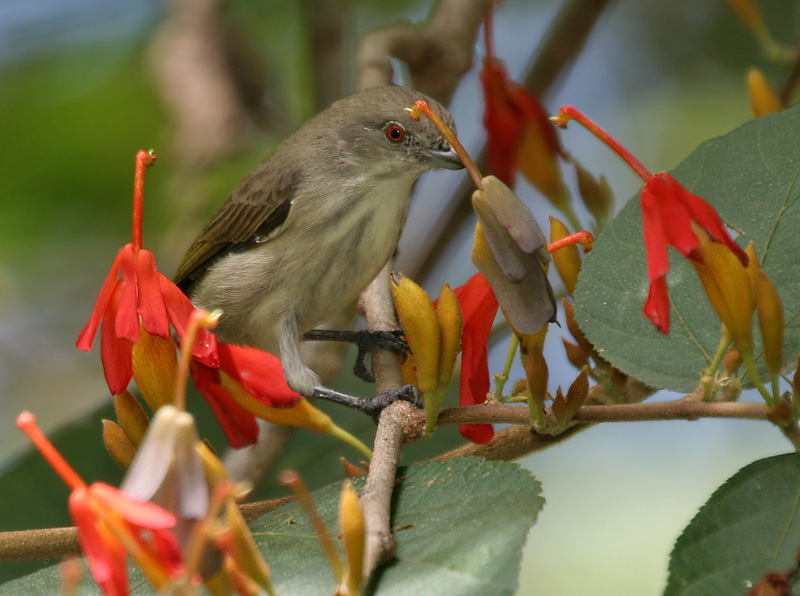
Picaflores pico grueso Dicaeum agile sobre una Helicteres isora en Narsapur, India.

Esta especie de picaflor mide unos 10 cm de largo y posee un pico oscuro y grueso y una cola corta. Su dorso es de un tono marrón grisáceo oscuro, siendo su zona inferior de un gris apagado con franjas difusas. La grupa es ligeramente más verdosa en la raza nominada. Posee un pico oscuro y ligeramente macizo, y un iris rojizo. Los sexos son indistinguibles en el campo y los ejemplares juveniles tienen una base más pálida en la mandíbula y menor cantidad de franjas en su vientre. Posee unas pintas blancas en el extremo de las plumas de la cola. La raza nominada habita en las planicies del subcontinente indio. La población de Sri Lanka, zeylonense (=zeylonicum, zeylonica), es de menor porte y su dorso es más oscuro. La subespecie modestum (incluida pallescens) habita en el noreste de la India y se extiende hasta Burma. Se han descrito varias formas que habitan en islas pero algunas de ellas se mantienen solo de manera tentativa en la especie. Entre ellas se cuentan atjehense de Sumatra, finschi del este de Java, tinctum de Sumba, Flores y Alor, obsoletum de Timor, striatissimum, aeruginosum y affine de las Filipinas. Varias de estas tales como aeruginosum son consideradas especies independientes ya que se encuentran aisladas a nivel reproductivo y poseen una morfología diferente.